# Fergusonina biseta
Fergusonina biseta är en tvåvingeart som beskrevs av Malloch 1932. Fergusonina biseta ingår i släktet Fergusonina och familjen Fergusoninidae. Inga underarter finns listade i Catalogue of Life.